# Escuela Normal de Preceptores de Chillán
La Escuela Normal de Preceptores de Chillán, o simplemente Escuela Normal de Chillán, fue un establecimiento educacional de la ciudad de Chillán, Chile. Fundada el 9 de marzo de 1871, fue la primera institución para la educación de profesionales en la ciudad.

## Historia
La escuela fue fundada como consecuencia del Decreto del 9 de marzo de 1871 del Ministerio de Justicia de Chile y el Reglamento General de Instrucción Primaria de 1863. Su primera instalación fue en una propiedad ubicada en la esquina de calle Arauco con calle Arturo Prat, en el sector de Las Cuatro Avenidas, cercano a la Feria de Chillán. El primer director de la escuela, fue don Julio Bergter, profesor alemán que anteriormente fue subdirector de la Escuela Normal de Santiago.

### Primer traslado

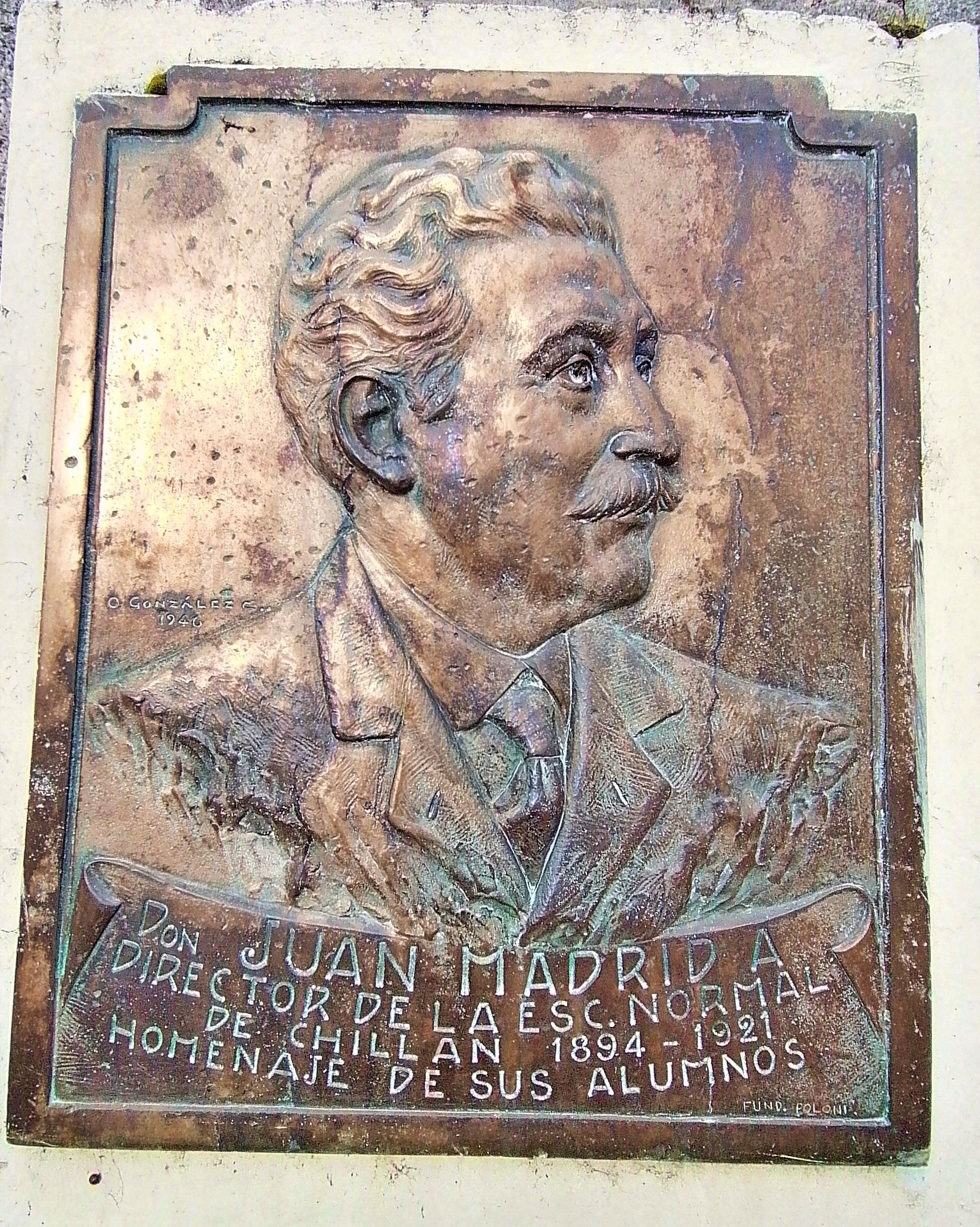
Retrato en relieve de Juan Madrid Azolas en Plaza de La Victoria

Posteriormente, en 1888, el establecimiento se trasladó a la Avenida Libertador Bernardo O'Higgins, frente a la Plaza de La Victoria, bajo un proceso lento y costoso. Durante este periodo de edificación, el entonces Ministro de Obras Públicas de Chile, Pedro Montt, visitó el lugar, constatando que el precio de la edificación había sido demasiado alto para poco avance, donde solamente se encontraban los cimientos y algunos muros. El edificio estuvo en construcción hasta 1895. En 1888 también, su primer director es removido y su lugar fue ocupado por don José Tadeo Sepúlveda, quien se mantuvo hasta 1894, siendo reemplazado posteriormente por Juan Madrid Azolas, quien inauguró el nuevo edificio. Para 1897, Madrid Azolas instauró el primer reglamento escolar, cual fue debatido previamente a su publicación, con los mismos estudiantes. En 1900, se instaura un periódico escolar, titulado "La Unión Intelectual". El cargo de Juan Madrid, perduró hasta 1921.

### Segundo traslado
El 24 de enero de 1939, ocurre el Terremoto de Chillán cual destruye la Escuela Normal. Las clases de los alumnos sobrevivientes al sismo, fueron retomadas a partir del 19 de junio del mismo año, en galpones provisorios de madera. El proceso de reconstrucción de la ciudad impulsado por el gobierno de Pedro Aguirre Cerda, incluyó al establecimiento educacional, cual para ser ejecutado obligaba a un traslado de la escuela a las afueras del sector céntrico de Chillán, en las tierras del Fundo Santa Rosa, en la esquina de la Avenida Oriente con la Avenida Sur, situación que fue concretada en 1940; mientras que el terreno anterior de la escuela, fue ocupado para construir pabellones de emergencia para los damnificados. Los pabellones construidos tras el sismo, actualmente reciben el nombre de Pabellones Normales.

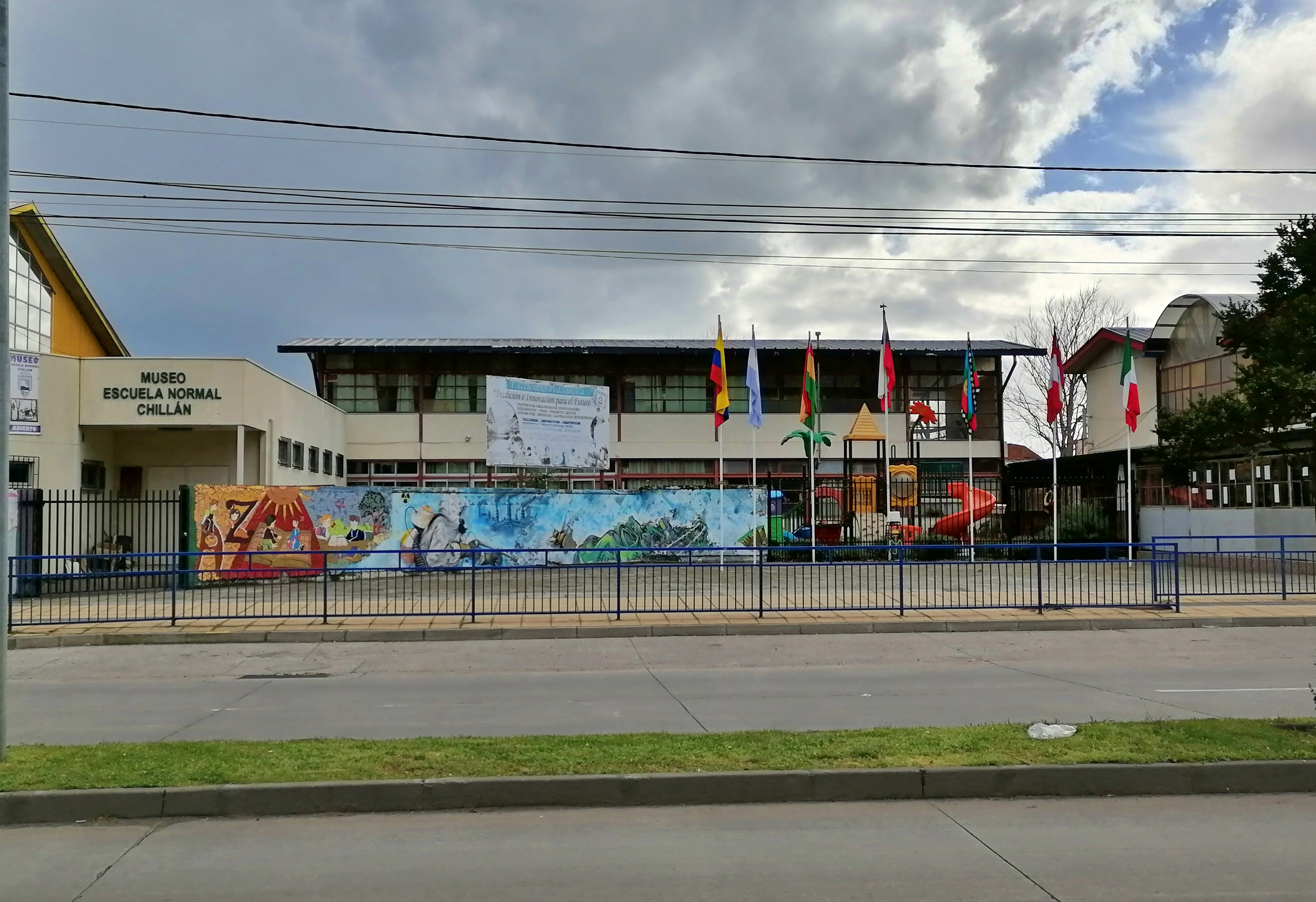
Escuela Juan Madrid Azolas y Museo de la Escuela Normal de Chillán

En 1952, la escuela adquiere el nombre de Escuela Normal Juan Madrid Azolas. Tras el Golpe de Estado en Chile de 1973, se establece al año siguiente, la implementación del estudio de la pedagogía en las universidades, dando inicio al cierre de las escuelas normales en el país. Los terrenos de la Escuela Normal de Chillán, son adquiridos por el Instituto Profesional de Chillán, cual posteriormente sería fusionada en 1988 con la Universidad del Bío-Bío, institución que actualmente usa como parte del Campus La Castilla. Ese mismo año, con motivo del centenario de la fundación de la escuela, más de 300 egresados llegaron a Chillán, reuniéndose para rendir homenaje a quienes fueron parte del plantel de la escuela.
Actualmente, frente a la plaza de La Victoria de Chillán, está ubicado el Museo Escuela Normal de Chillán, cual reúne documentación del antiguo recinto educacional, y la Escuela Juan Madrid Azolas, cual se constituye como heredera de la Escuela Normal y cuyo nombre es homenaje a uno de los directores del establecimiento anterior.

## Alumnado
La siguiente lista, contempla a estudiantes que fueron parte del establecimiento educacional:
- Arturo Millán Belmar, cantante
- Baltazar Hernández Romero, pintor[4]
- Darío Salas Díaz, masón y decano de la Facultad de Filosofía y Humanidades de la Universidad de Chile[4]
- Luis Guzmán Molina, pintor[4]
- Pedro Lastra Salazar, escritor[14]
- René Largo Farías, locutor radial
- Rolando Alarcón Soto, cantante[4]
- Pedro Pacheco Pérez, profesor y alcalde de Valparaíso.